# Tammy Barr
Tammy Barr es una actriz y modelo estadounidense, reconocida por interpretar el papel de Patty Williams en la telenovela The Young and the Restless.

## Carrera profesional
Hizo su debut en el cine en la película Richard III junto a David Carradine y también interpretó a la esposa de Mark Cuban en la cinta The Cubans. Su primer papel protagónico en cine fue junto a Lorenzo Lamas en la película de suspenso Backstabber. También interpretó el papel de la esposa de Daniel Baldwin en A Little Christmas Business.